# Frédéric Brenner
Frédéric Brenner (* 1959 in Paris) ist ein französischer Fotograf.

## Leben
Brenner studierte Sozialanthropologie an der Ecoles des Hautes Etudes en Sciences Sociales in Paris. Seit 1978 hat Frédéric Brenner mehr als zwanzig Jahre lang jüdische Gemeinden in über vierzig Ländern, von Äthiopien über Hongkong bis Usbekistan, fotografiert. Entstanden ist ein Werk, das als Anthologie das lebendige Judentum der Gegenwart dokumentiert. Es zeigt, auf welch vielfältige Weise sich jüdisches Brauchtum mit den Sitten der jeweiligen Umgebung vermischen kann und doch stets seine Eigenständigkeit bewahrt. Brenner hatte Einzelausstellungen, u. a. im International Center of Photography in New York, bei den Rencontres d’Arles in Arles, dem Musée de l’Elysée in Lausanne. Er ist u. a. Preisträger des Prix du Rome 1992. Brenner drehte außerdem den Dokumentarfilm The Last Marranos (über eine der letzten kryptojüdischen Gemeinde in Belmonte) und veröffentlichte mehrere Bücher, darunter Jérusalem: Instants D'Eternité (1984), Israel (1988), Marranes (1993), Jews/America/A Representation (1996) und Exile at Home (1998) und zuletzt das zweibändige Werk Diaspora, das in seinem Textteil Essays zu einzelnen Photographien Brenners, u. a. von Jacques Derrida, Carlos Fuentes, Stephen Greenblatt, Elfriede Jelinek, Benny Lévy und George Steiner enthält.
Brenners Lebensgefährtin ist die Kuratorin, Theaterwissenschaftlerin und Kulturhistorikerin Hetty Berg, mit der er bereits eine Zeit lang in Berlin lebte. Berg ist seit dem 1. April 2020 Leiterin des Jüdischen Museums Berlin.

## Publikationen
- Diaspora – Heimat im Exil. Aus dem Englischen von Tina und Vladimir Delavre, Sonja Schumacher und Rita Seuss. Stern-Buch, Hamburg 2006. ISBN 3-89660-191-1
- Les derniers Marranes (mit einem Beitrag von Yosef Hayim Yerushalmi: le temps, la peur, la mémoire). Paris 1992, ISBN 2-7291-0809-2